# لويس أندريه ألفيس مارتينز
لويس أندريه ألفيس مارتينز (1 أكتوبر 1992 في البرتغال - ) هو لاعب كرة قدم برتغالي في مركز الدفاع. لعب مع U.D. Oliveirense ‏ وS.C. Bustelo ‏.

## وصلات خارجية
- لويس أندريه ألفيس مارتينز على موقع قاعدة بيانات كرة القدم.إي يو (الإنجليزية)
- لويس أندريه ألفيس مارتينز على موقع Soccerway.com (الإنجليزية)